# 尤虹文
尤虹文（英語：Mimi Yu；），出生於台灣高雄市，受過經濟學教育，是當代音樂家。小學就讀於信義國小，國中進入高雄市立新興國中音樂班專攻音樂，主修钢琴和大提琴。15歲赴美就讀於克里夫蘭大學音樂學院和海瑟威布朗女中，20歲攻讀哈佛大學經濟學系，取得學士學位。曾多次與小提琴家伊扎克·帕爾曼及大提琴家馬友友合作演出。

## 經歷
於哈佛大學畢業時，榮獲「極優等經濟殊榮」（A.B., magna cum laude in Economics），同時也是「哈佛大學藝術獎」得主。並考取茱莉亞音樂學院攻讀碩士，在修畢碩士學位後，擔任茱莉亞交響樂團的首席大提琴，被《哈佛紅報》評選為「傑出15大藝術家」。曾出版多本關於分享哈佛求學經過的書籍，如：《自己敲開哈佛的門》、《為夢想單飛Flying solo：一個台灣女生上哈佛的成長故事》、《哈佛教我的18堂人生必修課》。

## 外部連結
- 官方网站
- 尤虹文的X（前Twitter）